# Thomas Acquier
Thomas Acquier (Francia, 21 de noviembre de 1989) es un jugador profesional francés de rugby que se desempeña en la posición de hooker en Aviron Bayonnais, equipo perteneciente a la liga Top 14.

## Carrera
Acquier es un jugador de formación francesa (JIFF). En 2004 comenzó su carrera deportiva con el equipo AS Béziers Hérault, en el cual jugó ocho temporadas (2004-2012), después pasó a US Carcassonne (2012-2014), luego a Club Athlétique Brive-Corrèze (2014-2022), posteriormente a Aviron Bayonnais, donde lleva jugando dos temporadas.